# Santa Bárbara (Santander)
Pour les articles homonymes, voir Santa Barbara.
Santa Bárbara est une ville du département de Santander en Colombie.